# Красноярское сельское поселение (Старополтавский район)
Красноя́рское се́льское поселе́ние — муниципальное образование в составе Старополтавского района Волгоградской области.
Административный центр — село Красный Яр.

## История
Красноярское сельское поселение образовано 17 января 2005 года в соответствии с Законом Волгоградской области № 991-ОД.

## Население
| 2010 | 2012 | 2013 | 2014 | 2015 | 2016 | 2017 |
| ---- | ---- | ---- | ---- | ---- | ---- | ---- |
| 697  | ↘692 | ↘649 | ↘637 | ↗641 | ↘635 | ↘614 |
| 2018 | 2019 | 2020 | 2021 |      |      |      |
| ↘597 | ↘568 | ↘563 | ↘545 |      |      |      |

## Состав сельского поселения
| № | Населённый пункт | Тип населённого пункта       | Население |
| - | ---------------- | ---------------------------- | --------- |
| 1 | Красный Яр       | село, административный центр | ↘545      |